# بيتر لانغ (عازف قيثارة)
بيتر لانغ (بالإنجليزية: Peter Lang)‏ هو عازف قيثارة أمريكي، ولد في 6 يناير 1948.

## وصلات خارجية
- بيتر لانغ على موقع ميوزك برينز (الإنجليزية)
- بيتر لانغ على موقع ديسكوغز (الإنجليزية)